# Die flambierte Frau
Die flambierte Frau (en alemany La dona flamejada) és una pel·lícula dramàtica alemanya del 1983, dirigida per Robert van Ackeren, protagonitzada per Gudrun Landgrebe, Mathieu Carrière i Hanns Zischler. La pel·lícula va ser seleccionada com a entrada d'Alemanya Occidental per al Millor pel·lícula en llengua estrangera als Premis Oscar de 1983, però no va ser acceptada com a nominada.

## Argument
Eva, una mestressa de casa de classe alta, es frustra i deixa el seu marit arrogant. Se sent atreta per la idea de convertir-se en una noia de companyia. Amb l'ajuda d'una prostituta anomenada Yvonne, l'Eva aprèn els fonaments bàsics i després ambdues se'n van a fer el carrer plegades. Coneix un home encantador del qual s'enamora i ve a casa seva a la nit per a una cita romàntica. Resulta ser un gigoló. En conseqüència, es traslladen al seu àtic, que és prou gran perquè tots dos puguin oferir els seus serveis per separat.
Aleshores, lentament, l'Eva entra al món del sadomasoquisme. Ella troba molt satisfactori ser una dominatrix, i comença a tenir plaer en controlar els altres i causar-los un dolor intens. Ho descobreix en una escena en què un home s'amaga sota una taula. L'Eva pot veure que les seves mans surten de sota la taula i són clarament visibles. Freda, i amb una intensa satisfacció interior, l'Eva procedeix a aixafar les mans de l'home caminant lentament per sobre d'elles amb les seves botes de tacó.
Chris, el gigoló, es posa gelós d'ella i vol saber què passa a dalt i com està guanyant tants diners. Ella li diu que és per fer mal als homes, i que com més els fa mal, més diners rep. Això el molesta molt. També es posa gelosa del seu xicot/client, un home que fa molts anys que ve a ell. Les escenes de la sala de dalt s'intensifiquen. Un dia s'acosta i l'observa en una escena que domina un home lligat a una cadira. Té una mirada a la cara com "mira, això és el que realment ets", i la mirada de la seva cara diu amb orgull "sí, això és el que realment sóc". Intenta allunyar-la de tot, comprant-li pells, parlant del matrimoni. Ella li diu que ha somiat amb colpejar-lo, i el somni li agrada.
L'escenari és tot per a un final romàntic, i tanmateix, s'espanta, li pren tots els diners i els inverteix en un restaurant del qual ella no vol formar part. Ella intenta caminar sobre ell, i ell s'enfada, la llença contra la paret, la colpeja, li aboca alcohol i li encén foc.
Però a l'última escena la mostra il·lesa, feliç amb la seva amiga la treballadora/madame del sexe, i les expulsen d'un bar que té en Chris.

## Repartiment
- Gudrun Landgrebe : Eva
- Mathieu Carrière : Chris
- Hanns Zischler : Kurt
- Gabriele Lafari : Yvonne
- Matthias Fuchs : Markus

## Crítiques
| «                                   | Una comèdia negra satírica que ataca les maneres burgeses mendaces i l'abús dels sentiments. Un gran èxit de taquilla del cinema alemany. | » |
| — Lexikon des internationalen Films | |   |

| «                                     | Van Ackeren mostra la prostitució com una carrera acceptable de classe mitjana. No obstant això, probablement no va ser el seu mal ull sovint invocat sobre les estimades convencions de la burgesia el que va atreure les masses als cinemes sinó les belles imatges del medi i els encants físics dels actors principals. | » |
| — Reclams Lexikon des Deutschen Films | |   |

| «              | Les crítiques van parlar eufòricament d'una 'nova imatge de les dones dels anys 80' que va encarnar Gudrun Landgrebe: amb un comportament fresc, controlat i un carisma eròtic i segur de si mateix. Aquesta imatge hauria de quedar-se a la ment de la gent i "perseguir-la" durant molt de temps. | » |
| — Stars & Hits | |   |